# Xerobion alakuli
Xerobion alakuli är en insektsart. Xerobion alakuli ingår i släktet Xerobion och familjen långrörsbladlöss. Inga underarter finns listade i Catalogue of Life.